# Habenaria umbraticola
Habenaria umbraticola är en orkidéart som beskrevs av João Barbosa Rodrigues. Habenaria umbraticola ingår i släktet Habenaria och familjen orkidéer. Inga underarter finns listade i Catalogue of Life.